# Burcei
Burcei (sardisk: Brucèi) er en by og en kommune (comune) i provinsen Sud Sardegna i regionen Sardinien i Italien. Byen ligger i 648 meters højde og har 2.802 indbyggere (2016). Kommunen har et areal på 94,85 km² og grænser til kommunerne San Vito, Sinnai og Villasalto.